# Neurofiziologie
Neurofiziologia (din greacă veche νεῦρον, neuron, nerv; φύσις, physis, natură, origine; și -λογία, cu sensul de știință) este o ramură a fiziologiei și a neuroștiințelor care studiază anomaliile care se petrec la nivelul sistemului nervos central și periferic. Principalele tehnici folosite în neurofiziologie sunt înregistrările electrofiziologice, precum tehnica patch clamp⁠(en)[traduceți] sau imagistica intracelulară a calciului, și tehnicile de biologie moleculară.
Neurofiziologia are relații strânse cu electrofiziologia, neurobiologia, psihologia, neurologia, neurofiziologia clinică, neuroanatomia, științele cognitive, biofizica etc..